# Pokémon : Le Retour de Mewtwo
Pokémon : Le Retour de Mewtwo (ポケットモンスター ミュウツー! 我ハココニ在リ, Poketto Monsutā Mewtwo! Ware wa Koko ni Ari) est un TV Special d'animation d'une heure, basé sur l’anime Pokémon, la série et est une suite directe du premier film Pokémon, le film : Mewtwo contre-attaque, diffusé le 30 décembre 2000 au Japon et sorti le 21 août 2002 en VHS et DVD en France.

## Synopsis
Sacha (Ash), Ondine (Misty) et Pierre (Brock) continuent l'exploration de la région Johto. Ils devront aussi tenter de retrouver Pikachu, qui a été enlevé par Jessie et James sauf que celui-ci se venge en les électrocutant.
De son côté, l'infâme Giovanni complote afin de capturer de nouveau Mewtwo, avec l'intention de tenter de créer une nouvelle armée de Pokémon.

## Distribution

### Voix originales
- Rica Matsumoto : Satoshi
- Mayumi Iizuka : Kasumi
- Yuji Ueda : Takeshi, Sonans
- Satomi Korogi : Togepi
- Ikue Otani : Pikachu
- Mika Kanai : Chicorita
- Megumi Hayashibara : Musashi, Fushigidane
- Shinichiro Miki : Kojiro
- Inuko Inuyama : Nyarth
- Hirotaka Suzuoki : Giovanni
- Rikiya Koyama : Cullen Calix
- Aya Hisakawa : Luna Carson
- Kotono Mitsuishi : Domino
- Yumi Toma : Luka Carson
- Masachika Ichimura : Mewtwo

### Voix françaises
- Aurélien Ringelheim : Sacha
- Fanny Roy : Ondine
- Laurent Sao : Pierre
- Catherine Conet : Jessie
- David Manet : James
- Nessym Guetat : Miaouss
- Jean-Marc Delhausse : Mewtwo
- Patrick Descamps : Giovanni
- Thomas Renlund : Cullen
- Alice Ley : Luna
- Marie Van R : Agent Double Zero Neuf / Domino / 009 / La Tulipe Noire
- Jean-Daniel Nicodème : le narrateur

### Voix québécoises
- Sébastien Reding : Ash
- Kim Jalabert : Misty
- Martin Watier : Brock
- Antoine Durand : James
- Christine Séguin : Jesse
- François Sasseville : Meowth
- Benoît Marleau : Mewtwo
- Daniel Picard : Giovanni

### Voix américaines
- Veronica Taylor : Ash Ketchum
- Eric Stuart : Brock, James
- Rachael Lillis : Misty, Jessie
- Tara Jayne : Bulbasaur
- Kerry Williams : Domino
- Maddie Blaustein : Meowth
- Dan Green : Mewtwo
- Amy Birnbaum : Luna Carson
- Scottie Ray : Cullen Calix
- Kayzie Rogers : Wobbuffet
- Ted Lewis : Giovanni
- Ken Gates : Narration